# 寺澤盾
寺澤盾（てらさわ じゅん、1959年2月17日 -）は、日本の英語学者。青山学院大学文学部英米文学科教授、東京大学名誉教授、言語学博士（Ph.D.）。専門は、英語史、中世英語英文学。

## 人物・来歴
東京都生まれ。英語学者・東京大学名誉教授・寺澤芳雄の子。成蹊高等学校卒、1982年東京大学文学部英語英米文学科卒業。1984年同大学院人文科学研究科英語英文学専修修士課程修了。1985年からブラウン大学言語学科大学院博士課程に留学。1989年東京大学大学院人文科学研究科英語英文学専修第一種博士課程単位取得退学、ブラウン大学言語学科博士課程修了・言語学博士（Ph.D.）。一橋大学法学部専任講師、1992年東京大学教養学部助教授、1993年大学院総合文化研究科言語情報科学専攻助教授（大学院重点化に伴う配置換え）、2010年教授。2021年定年退職、東京大学名誉教授。同年より青山学院大学文学部教授。

## 著書
- 『英語の歴史　過去から未来への物語』中公新書、2008
- 『聖書でたどる英語の歴史』大修館書店、2014
- 『英単語の世界 多義語と意味変化から見る』中公新書、2016

共著
- 『英語の軌跡をたどる旅 The Adventure of Englishを読む』井口篤共著 放送大学教育振興会 2013